# Пауэр, Джон
Джон Бересфорд Пауэр (англ. John Beresford Power; 20 ноября 1930, Мейтленд — февраль 2016, Вуллара) — австралийский режиссёр и журналист.

## Жизнь и журналистская карьера
Джон родился в Мейтленде, штат Новый Южный Уэльс. После окончания школы он устроился на работу в газету «Мейтленд Меркьюри» в качестве журналиста, а затем переехал в Сидней, чтобы работать в «Дейли Миррор».

## Награды
Получил премию AFI Award за лучшую режиссуру телевизионной документальной драмы 1974 года «Билли и Перси».

## Фильмография
- The Other Side of Innocence  (1972) (документальный фильм) — режиссёр
- Like a Summer Storm (1972) — режиссёр, сценарист, продюсер
- What did you do at school today? (1974) (документальный фильм) — режиссёр
- Escape from Singapore (1974) — режиссёр, сценарист, продюсер
- Billy and Percy (1974) — режиссёр, сценарист, продюсер
- They Don't Clap Losers (1975) — режиссёр, сценарист, продюсер
- The Picture Show Man (1977) — режиссёр
- The Sound of Love (1978) — режиссёр, сценарист
- The Dismissal (1983) (мини-сериал) — режиссёр
- The Great Gold Swindle (1984) — режиссёр
- Special Squad (1984) (телесериал) — режиссёр
- Return to Eden (1986) (телесериал) — режиссёр
- A Single Life (1986) — режиссёр, сценарист
- Alice to Nowhere (1986) (мини-сериал) — режиссёр
- Willing and Abel (1987) (телесериал) — режиссёр
- The Dirtwater Dynasty (1988) (мини-сериал) — режиссёр
- Tanamera - Lion of Singapore (1989) (мини-сериал) — режиссёр
- Father (1990) — режиссёр
- Sky Trackers (1990) — режиссёр
- All the Rivers Run 2 (1990) (мини-сериал) — режиссёр
- Charles and Diana: Unhappily Ever After (1992) — режиссёр
- The Tommyknockers (1993) (мини-сериал) — режиссёр
- Someone Else's Child (1994) — режиссёр
- Betrayed by Love (1994) — режиссёр
- Fatal Vows: The Alexandra O'Hara Story (1994) — режиссёр
- A Child is Missing (1995) — режиссёр
- Heart of Fire (1997) — режиссёр
- Goldrush: A Real Life Alaskan Adventure (1998) — режиссёр